# NK-villan

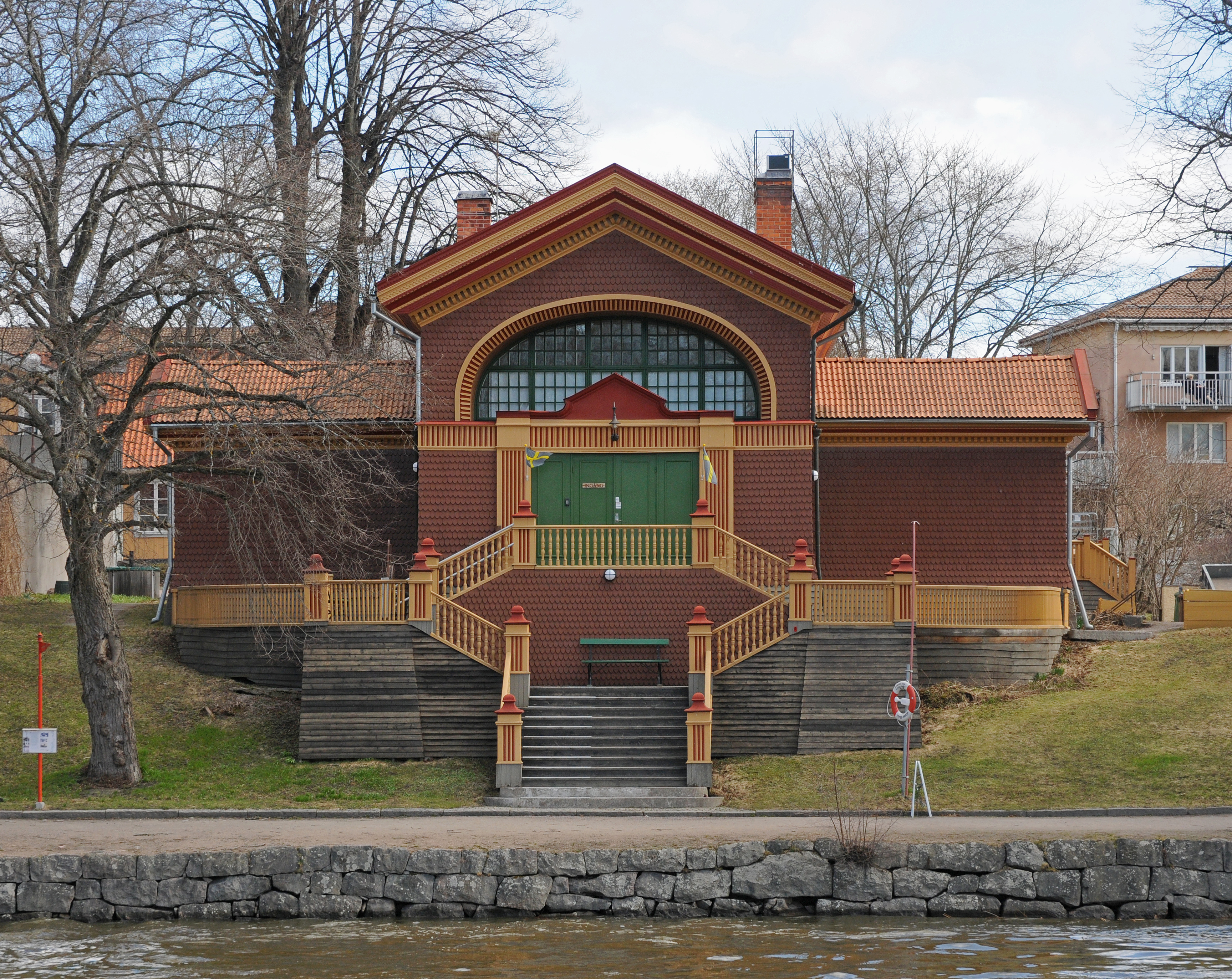
NK-villan

NK-villan är en byggnad i nationalromantisk stil i Nyköping, som ritades av Ferdinand Boberg. Den är utvändigt klädd med väggspån.
NK-villan ritades som utställningspaviljong åt Nordiska Kompaniet till Konst- och industriutställningen i Norrköping 1906. Efter utställningen flyttades villan till Nyköping och skänktes till de anställda vid NK:s verkstäder.
År 2006 öppnades huset för allmänheten. Den ägs av Nyköpings kommun, men förvaltas sedan 2009 av föreningen NK-villans vänner. Föreningen använder huset för bland annat utställningar och kafé.

## Bildgalleri

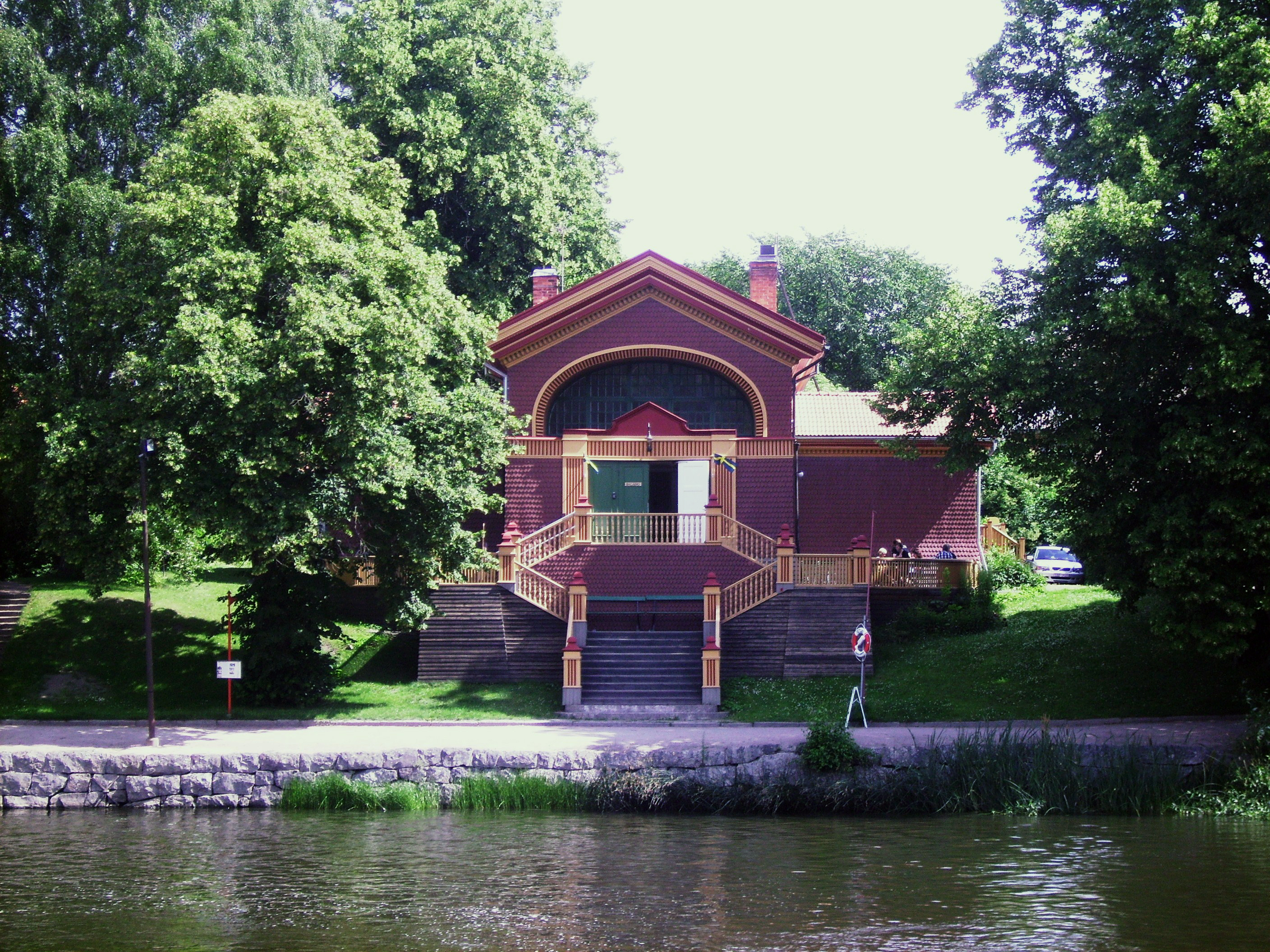
NK-villan vid Nyköpingsån
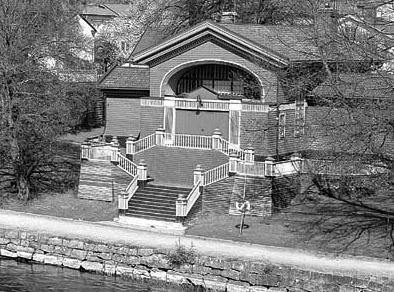
Villan uppmonterad i Nyköping
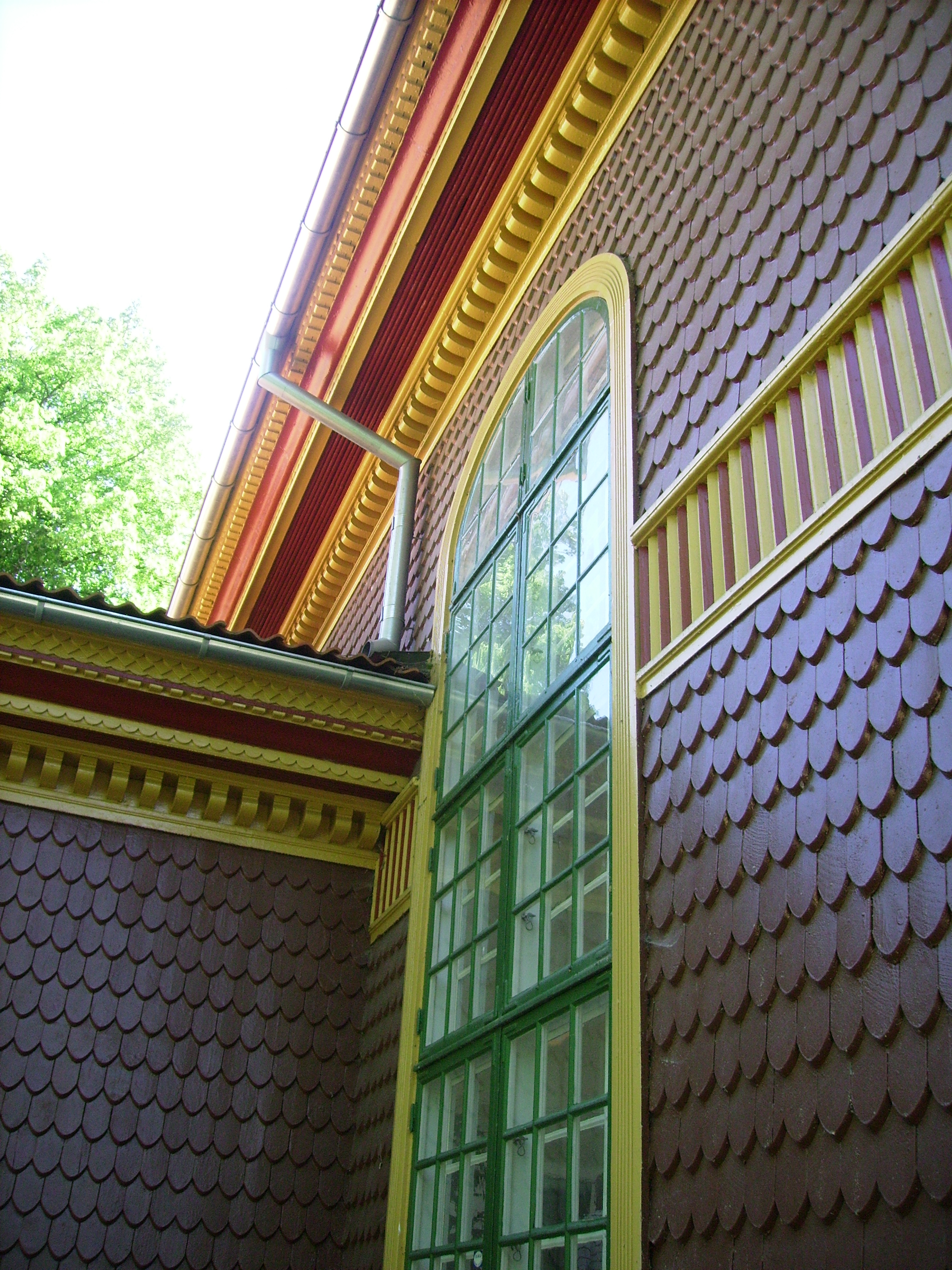
Fasaddetalj